# Halálszint felett
A Halálszint felett (eredeti cím: Elevation) 2024-es amerikai poszt-apokaliptikus akcióthriller, amelyet Kenny Ryan és Jacob Roman forgatókönyvéből George Nolfi rendezett. A főbb szerepekben Anthony Mackie, Morena Baccarin és Maddie Hasson látható.
Amerikában 2024. november 8-án mutatták be a mozikban, Magyarországon egy nappal korábban, november 7-én jelent meg a Prorom Entertainment Kft. forgalmazásában. 

## Cselekmény
Egy posztapokaliptikus jövőben a világot veszélyes lények lepték el, és a túlélő emberiség kénytelen a hegyekben rejtőzködni. Egy egyedülálló apa és két nő elhagyja biztonságos otthonát, hogy megmentsék egy kisfiú életét.

## Szereplők
| Szerep | Színész         | Magyar hang           |
| ------ | --------------- | --------------------- |
| Will   | Anthony Mackie  | Papp Dániel           |
| Nina   | Morena Baccarin | Ónodi Eszter          |
| Katie  | Maddie Hasson   | Mikecz Estilla        |
| Hannah | Shauna Earp     | Kovács Nóra           |
| Tara   | Rachel Nicks    | Majsai-Nyilas Tünde   |
| Hunter | Danny Boyd Jr.  | Fekete Milán[forrás?] |
| Tim    | Tyler Grey      | Kis Horváth Zoltán    |

### Magyar változat
- Magyar szöveg: Orosz Gergely
- Hangmérnök és vágó: Szabó Péter
- Gyártásvezető: Szántai Szofi
- Szinkronrendező: Bartucz Attila
- Produkciós vezető: Nagy Borús Levente

A szinkront a Budapest Audio készítette el.

## A film készítése
2022 októberében bejelentették, hogy egy poszt-apokaliptikus akció-thriller film készül Elevation címmel, amelynek rendezésére George Nolfit szerződtették, a forgatókönyvet pedig Kenny Ryan és Jacob Roman írja. A főszerepet Anthony Mackie, Morena Baccarin és Maddie Hasson kapta meg. 2024 májusában a Vertical megvásárolta a film jogait.
A forgatás 2022 novemberében kezdődött Coloradoban, és 2023 márciusának végén fejeződött be.